# Marsjańska Twarz

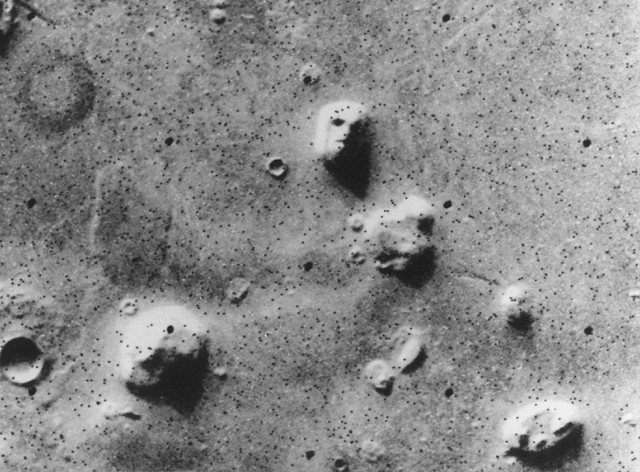
Zdjęcie fragmentu regionu Cydonii Planitii zrobione przez sondę kosmiczną Viking 1 w 1976 roku

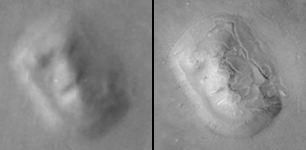
Porównanie zdjęć zrobionych przez sondę Viking 1 w 1976 roku (z lewej) i Mars Global Surveyor w roku 2001

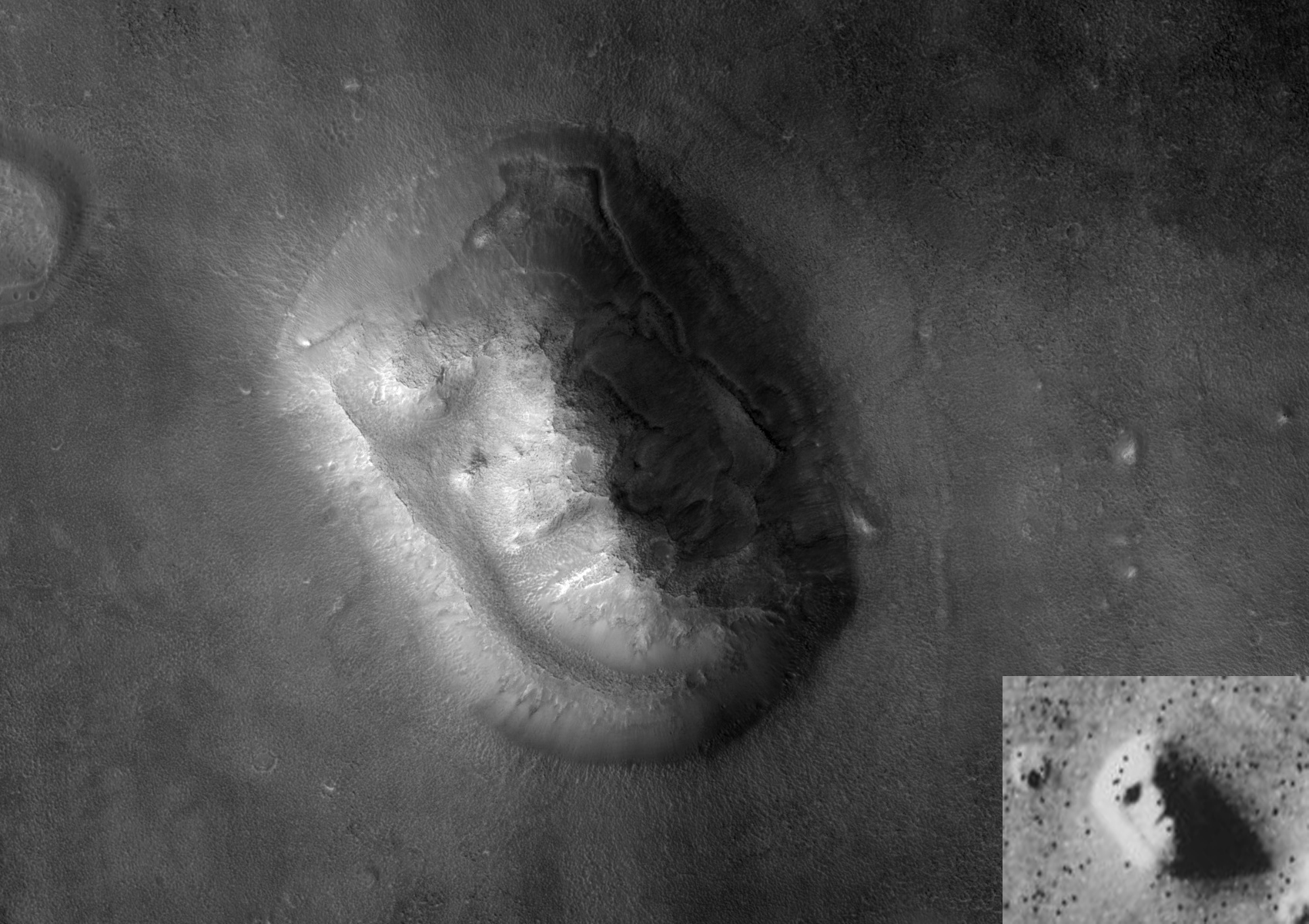
Zdjęcie twarzy w wysokiej rozdzielczości, zrobione przez sondę Mars Reconnaissance Orbiter

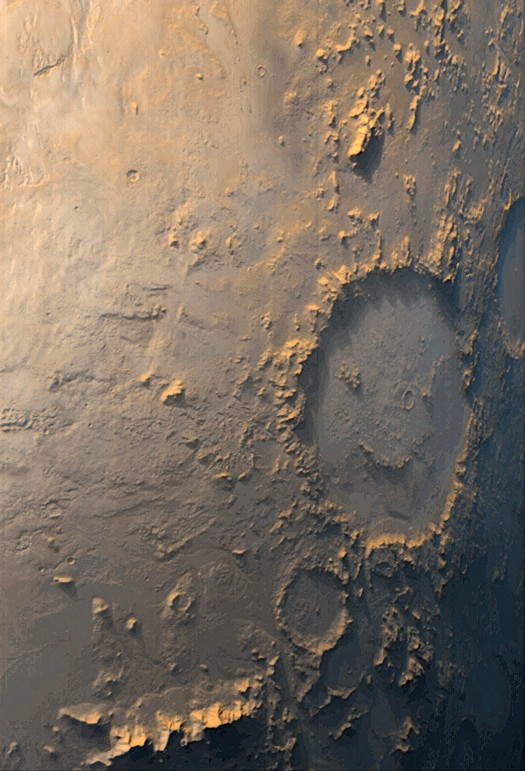
Krater Galle będący inną formacją skalną na Marsie, przypomina uśmiechniętą twarz

Marsjańska Twarz (ang. Face on Mars) – nieoficjalna nazwa tworu geologicznego na obszarze marsjańskiego regionu Cydonia Planitia (współrzędne: ♂ 40,75°N 9,46°W/40,750000 -9,460000) nawiązująca do interpretacji zdjęć, na których obiekt ma przypominać ludzką twarz. 

## Opis
Region Cydonia Planitia znajduje się między łagodną równiną Acidalia Planitia a wyżyną Arabia Terra. Uważa się, że miliardy lat temu Acidalia Planitia była ogromną przestrzenią wodną, a Cydonia była wybrzeżem znajdującym się na południowo-wschodnim brzegu owego akwenu. Teren Cydonii usiany jest licznymi wzgórzami poddanymi silnej erozji na skutek działania bardzo niskich temperatur i wiatru oraz kraterami uderzeniowymi, na podstawie których jego wiek ocenia się na setki milionów lat.
Obszar Cydonia stał się znany, gdy 25 lipca 1976 roku został po raz pierwszy sfotografowany przez przelatującą 1860 kilometrów nad jego powierzchnią sondę Viking 1, a JPL (Jet Propulsion Laboratory) 6 dni później opublikowało zdjęcia w prasie. Wtedy zauważono długą na 3 kilometry i wysoką na 240 metrów strukturę geologiczną, którą media powiązały z wizerunkiem ludzkiej twarzy. Późniejsze zdjęcia wykonane z orbitera Mars Global Surveyor nie były już jednak tak przekonujące.

## Interpretacja
Powszechnie uważa się, że jest to iluzja optyczna, gra świateł i cieni. Widzenie ludzkiej twarzy jest efektem pareidolii: ludzki mózg ma tendencję do rozpoznawania kształtów ludzi i zwierząt w nietypowych kształtach elementów krajobrazu (na przykład Śpiący Rycerz nad Zakopanem). Pierwsze zdjęcie wykonano, gdy Słońce było nisko nad horyzontem. Dało to efekt podobny do pareidolii czy apofenii.
Mimo to nadal wielu ludzi uznaje formację za twór sztuczny, uważając ją za wytwór starożytnej, wysoko zaawansowanej kosmicznej cywilizacji, której członkowie mieli skolonizować Ziemię. W 1987 roku Richard C. Hoagland w swojej książce The Monuments of Mars: A City on the Edge of Forever dopatrywał się w sąsiadujących z Twarzą obiektach ruin wzniesionego przez Marsjan miasta z piramidami, świątyniami i arteriami.
Późniejsze zdjęcia z lat 1998 i 2001, wykonane w wyższej rozdzielczości i przy czystszej atmosferze, wykazały znacznie mniejsze podobieństwo do ludzkiej twarzy. Całość okazała się po prostu silnie zerodowaną górą. Zwolennicy teorii spiskowych mimo to twierdzą, że późniejsze zdjęcia zostały sfałszowane, a NASA celowo ukrywa przed światem informacje o istnieniu cywilizacji na Marsie.